# Kościół Najświętszej Maryi Panny Królowej Różańca Świętego w Radiborze
Kościół Matki Boskiej Różańcowej w Radiborze (górnołuż. Cyrkej swjateje Marije, kralowny róžowca, niem. Maria Rosenkranzkönigin-Kirche) – neoromański rzymskokatolicki kościół wybudowany w 1896 w łużyckiej miejscowości Radibor. Msze odprawiane są głównie w języku górnołużyckim, ale także w języku niemieckim.

## Historia
Historia parafii w Radiborze sięga XIII wieku, jest ona zatem jedną z najstarszych parafii na Górnych Łużycach. Pierwsza kaplica jest wzmiankowana około 1270. Pierwszy kościół został zbudowany około roku 1397.
Raport z dnia 18 lipca 1888 stwierdził, iż stary kościół parafialny jest w bardzo złym stanie i koszty odnowy będą przewyższały koszty ewentualnej budowy nowej świątyni na miejscu starej. 1 października parafia otrzymała zgodę od Biskupa diecezji miśnieńskiej Franza Bernerta na budowę nowego budynku.
Pomoc finansową w budowie zapewniły lokalne władze i hrabia von Einsiedel, który podarował kawałek ziemi dla parafii.
Kościół został zaprojektowany przez Benedyktyńskiego architekta Josepha Campaniego. Kamień węgielny postawiono 2 sierpnia 1895. Prace trwały bardzo szybko, bo już 15 listopada 1896 świątynia została konsekrowana przez Biskupa Ludwiga Wahla.
6 sierpnia 1939 Alojs Andricki odprawił tutaj swoją pierwszą Msze Świętą.

## Architektura
Kościół Matki Boskiej Różańcowej w Radiborze jest trójnawową Pseudobazyliką z półkolistym prezbiterium zamkniętym. W narożniku budynku znajduje się wieża, która góruje nad okolicą. Ołtarz główny nadbudowany jest cyborium. Na ołtarzu znajduje się scena przedstawiająca Matkę Boską przekazującą różaniec Dominikanom. Nad cyborium namalowano fresk Sądu ostatecznego.